# Cá bò ba gai mõm ngắn
Cá bò ba gai mõm ngắn, tên khoa học Triacanthus biaculeatus, là một loài cá biển trong họ Triacanthidae. Chúng có nguồn gốc từ Ấn Độ Dương và Tây Thái Bình Dương.